# Lars Ahlfors
Lars Valerian Ahlfors (18. dubna 1907, Helsinky – 11. října 1996, Pittsfield, Massachusetts) byl finský matematik švédského původu. Byl nositelem nejprestižnějších ocenění ve svém oboru: Fieldsovy medaile, kterou roku 1936 získal spolu s Jesse Douglasem jako vůbec první v historii, a Wolfovy ceny za matematiku (1981). Proslavil se především příspěvky z oblasti komplexní analýzy, věnoval se zejména tzv. Riemannovým plochám. Jeho kniha Complex Analysis z roku 1953 patří dosud k základním textům oboru. Věnoval se též tématu meromorfních funkcí, konformní geometrie či kvazikonformních zobrazení.

## Osobní život
Ahlfors se narodil ve Finsku v Helsinkách. Jeho matka, Sievä Helanderová, zemřela při jeho narození. Jeho otec, Axel Ahlfors, byl profesorem inženýrství na Helsinské technické univerzitě. Rodina Ahlforse mluvila švédsky, takže navštěvoval soukromou školu, kde se všichni učili ve švédštině. Od roku 1924 studoval na univerzitě v Helsinkách, v roce 1928 promoval u Ernsta Lindelöfa a Rolfa Nevanlinny. V roce 1929 pomáhal Nevanlinnovi při práci na Denjoyově dohadu, ve které se řeší počet asymptotických hodnot celé funkce. V roce 1929 Ahlfors zveřejnil první důkaz této domněnky, nyní známé jako Denjoy – Carleman – Ahlforsova věta. Uvedl, že počet asymptotických hodnot, k nimž se přibližuje celá funkce řádu ρ podél křivek v komplexní rovině směřující k nekonečnu, je menší nebo rovna 2ρ.
V roce 1930 získal doktorát na univerzitě v Helsinkách.
V roce 1933 se oženil s Ernou Lehnertovou, Rakušankou, která se s rodiči usadila nejprve ve Švédsku a poté ve Finsku. Pár měl tři dcery.

## Kariéra
Mezi lety 1933 až 1936 pracoval Ahlfors jako docent na Helsinské univerzitě. V roce 1936 byl jedním z prvních dvou lidí, kterým byla udělena Fieldsova medaile (druhým byl Jesse Douglas). V roce 1935 Ahlfors navštívil Harvardovu univerzitu. V roce 1938 se vrátil do Finska, aby se stal profesorem na univerzitě v Helsinkách. Vypuknutí války mu to zkomplikovalo, ačkoli Ahlfors byl nevhodný pro vojenskou službu. V roce 1944 mu byl nabídnut post na Švýcarském federálním technologickém institutu v Curychu a v březnu 1945 tam také odcestoval. Pobyt ve Švýcarsku ho však začal nudil, a tak v roce 1946 přijal příležitost odchodu a začal pracovat na Harvardově univerzitě, kde zůstal až do svého odchodu do důchodu v roce 1977. Ahlfors byl hostujícím studentem na Institutu pro pokročilé studium v letech 1962 a 1966. V roce 1968 získal Wihuriho cenu a v roce 1981 Wolfovu cenu za matematiku. Když byla v roce 1986 v Berkeley v Kalifornii oslava 50. výročí udílení Fieldsovi medaile, tak působil jako čestný předseda Mezinárodního kongresu matematiků.
Jeho kniha Komplexní analýza (1953) je klasickým textem na toto téma a téměř jistě se na něj odkazuje v jakémkoli novějším textu, který intenzivně využívá komplexní analýzu. Ahlfors napsal několik dalších významných knih, včetně Reimannových ploch (1960)  a Konformních invariantů (1973). Během své kariéry významně přispíval k studiu meromorfních křivek, teorii distribuce hodnot, Riemannovým plochám, konformní geometrii, kvazikonformním mapování a dalších oblastí.